# Liste von Meisterwerken der japanischen Literatur
Liste lesenswerter japanischer Romane nach Odagiri Susumu 1974.

## Übersicht
Odagiri Susumu (小田切 進; 1824–1992) war Professor für Literatur der Gegenwart an der Rikkyō-Universität die ihn als Meiyo Kyōju verabschiedete. Er gab 1974 folgende, an den japanischen Leser gerichtete Übersicht heraus, die auch für deutsche Leser Anregungen bietet:

## Liste
- Futabatei Shimei: Ukigumo (浮雲) 1887 bis 1889
  - Englisch: „Japan's First Modern Novel: Ukigumo of Futabatei Shimei.“ New York: Columbia University Press. 1967.
- Mori Ōgai: „Maihimi“ (舞姫) 1890
  - „Die Tänzerin (Tokyo, 1971); auch Berlin: Suhrkamp (2020)“
  - „Das Ballettmädchen“ (Berlin: be.bra verlag, 2014)
  - „The Dancing Girl“ in „The Columbia Anthology of Modern Japanese Literature: From restoration to occupation, 1868–1945“
- Kōda Rohan: „Gojuto“ (五十塔) 1892
- Higuchi Ichiyō: „Takekurabe“ (たけくらべ) 1895 bis 1896
- Ozaki Kōyō: „Konjiki Yasha“ (金色夜叉) 1897 bis 1902
- Tokutomi Roka: „Hototogisu“ (不如帰) 1900
- Izumi Kyōka: „Kōya Hijiri“ (高野聖) 1900
- Shimazaki Tōson: Hakai (破戒) 1906
- Natsume Sōseki: „Botchan“ 1906
  - „Der Tor aus Tokio“. Aufbau-Verlag, 1965. Div. Nachdrucke.
  - Französisch „Botchan“ 1906
  - Englisch „Botchan“ 1918
- Tayama Katai: „Inaka Kyōshi“ (田舎教師)
- Tanizaki Jun’ichirō: „Shisei“ (刺青)
- Nagatsuka Takashi: „Tsuchi“ (土) 1910
- Mori Ōgai: „Gan“ (雁) 1911 bis 1913
  - „Die Wildgans“ (Frankfurt: Insel, 1962); (Frankfurt: Suhrkamp, 1984)
  - „The Wild Geese“, Boston: Tuttle Publishing, 1959.
  - „The Wild Goose“, Ann Arbor: University of Michigan Center for Japanese Studies, 1998.
- Natsume Sōseki: „Kokoro“ (こころ) 1914
  - Aus dem Japanischen übersetzt und mit einem Nachwort versehenen von Oscar Benl
  - Englisch „Kokoro“ 1941, 1957, 2010
- Mori Ōgai: „Shibue Chūsai“ (渋江抽斎) 1916
- Natsume Sōseki: „Meian“ (明暗) 1916
- Shiga Naoya: „Akanishi Kakita“　(赤西蠣太) 1917
- Nagai Kafū: „Ude kutabe“ (腕くらべ) – „Wettbewerb der Arme“ 1916 bis 1917
  - „Rivalry. A Geisha's Tale.“ New York : Columbia University Press, 2007
  - „Geisha in Rivalry.“ Rutland, Vt., C. E.Tuttle Co. [1963]
- Akutagawa Ryūnosuke: „Jigoku hen“ (地獄変) 1918
  - „Qualen der Hölle“. Übersetzt von Jürgen Berndt, in: Akutagawa. Japanische Novellen, Berlin Verlag Volk und Welt, 1966
- Sato Haruo: „Den’en no yūutsu “ (田園の憂鬱) 1817
- Arishima Takeo: „Aru onna“ (或る女) 1919
  - Englisch „A Certain Woman“, University of Tokyo Press, 1978
  - Französisch „Cette femme-là“, Paris, Flammarion, 1926, reeditiert 1998 und 2023
- Mushanokōji Saneatsu: „Yūjō“ (友情) 1919 bis 1920
- Kikuchi Kan: „Shinju fujin“ (真珠夫人) 1920
- Nogami Yaeko: „Kaishin-maru“ (海神丸) 1922
- Edogawa Rampo: „Shinri shiken“ (心理試験) 1925
- Nakazato Kaizan: „Daibosatsu Tōge“ (大菩薩 峠) 1913 bis 1941
- Nagayo Yoshirō: „Takezawa-Sensei to iu hito“ (竹沢先生という人) 1925
- Kawabata Yasunari:„Izu no odoriko“ (伊豆の踊子) 1926
  - „Die Tänzerin von Izu“ 1942
  - Englisch „The Dancing Girl of Izu“ 1955, 1997
- Miyamoto Yuriko: „Nobuko“ (伸子) 1928
- Hayama Yoshiki: „Umi ni ikuru hitobito“ (海に生くる人々) 1926
- Kuroshima Denji: „Uzumakeru karasu no mure“ (渦巻ける烏の群)
  - Englisch: „A Flock of Swirling Crows: and Other Proletarian Writings“. University of Hawaii Press, Honolulu 2005
- Kobayashi Takiji: „Kani Kōsen“  (蟹工船) – „Krabbenfischerboot“ als Einzelausgabe 1953
- Hayashi Fumiko: „Hōrōki“ (放浪記) 1930
  - Englisch: „Diary of a Vagabond“
- Ozaki Shirō: „Jinsei gekijō“ (人生劇場)  1933 bis 1960
- Yokomitsu Riichi: „Monshō“ (紋章) 1934
- Ishikawa Tatsuzō: „Sōbō“ (蒼氓) 1935
- Shimazaki Tōson: „Yoake mae“ (夜明け前) 1935
- Hōjō Tamio: „Inochi no shoya“ (いのちの初夜) 1936
- Yamamoto Yūzō: „Shinjitsu ichiro“ (真実一路) 1935
- Ishikawa Jun: „Fugen“ (普賢) – „Fugen“ 1936
- Shiga Naoya: „An’ja kōro“ (暗夜行路) 1921 bis 1937
- Nagai Kafu: „Bokutō Kidan“ (濹東綺譚), 1937
  - „Romanze östlich des Sumidagawa“, Insel 1993
- Kawabata Yasunari: „Yukiguni“ (雪国) 1935 bis 1937
  - „Snow Country“ übersetzt von Edward Seidensticker 1956
- Ishizaka Yōjirō: „Wakai hito“ (若い人) 1933 bis 1937
- Nakano Shigeharu: „Uta no wakare“ (歌のわかれ) 1939
- Takami Jun: „Ikanaru hoshi no moto ni“ (如何なる星の下に) 1940
- Hori Tatsuo: „Naoko“ (菜穂子), 1941
- Tokuda Shūsei: „Shukuzu“ (縮図) – „Mikrokosmos“, unvollendet, 1943
- Tanizaki Jun’ichirō: „Sasame yuki“ (細雪) 1943–1948
  - „The Makioka Sisters“ übersetzt von Edward Seidensticker 1957
- Nakajima Atsushi: „Li Ling“ (李陵) 1943
- Sakaguchi Ango: „Hakuchi“ (白痴) 1947
- Noma Hiroshi: „Kurai e“ (暗い絵) 1946
- Ōoka Shōhei: „Furyoki“ (俘虜記) 1948
- Dazai Osamu: „Ningen shitsukaku“ (人間失格) 1948
  - „No Longer Human“ übersetzt von Donald Keene 1958
- Niwa Fumio: „Kokuheki“ (哭壁) 1948
- Ibuse Masuji: „Yōhai taichō“ (遥拝隊長) 1950
- Tsuboi Sakae: „Nijūshi no hitomi“ (二十四の瞳) 1952
- Itō Sei: „Hi no tori“ (火の鳥) – „Feuervogel“ 1953
- Mishima Yukio: „Kinkaku-ji“ (金閣寺)
  - Englisch „The Temple of the Golden Pavilion“ 1959
- Inoue Yasushi: „Tempyō no iraka“ (天平の甍) 1957
  - Deutsch „Das Tempeldach“, Roman. Suhrkamp 1981